# Chrysopilus subpingquanus
Chrysopilus subpingquanus är en tvåvingeart som beskrevs av Nina Krivosheina och Vasily S. Sidorenko 2007. Chrysopilus subpingquanus ingår i släktet Chrysopilus och familjen snäppflugor. Inga underarter finns listade i Catalogue of Life.